# Ruisseau de Tallans
Le Ruisseau de Tallans est un ruisseau qui coule dans les départements du Doubs et de la Haute-Saône. C'est un affluent de l'Ognon en rive gauche, donc un sous-affluent du Rhône par la Saône.

## Géographie
Le Ruisseau de Tallans prend sa source sur la commune de Romain à 317m d’altitude sous le nom de Ruisseau de Préseny et s’écoule en direction de l'ouest. Au niveau de Huanne-Montmartin, il est rejoint par le ruisseau de Céleri en rive gauche et change de nom pour devenir "Le Crenu" . En amont de Rognon, il reçoit les eaux du Ru des Vaux et ne prend le nom de Ruisseau de Tallans qu'au sortir de Tallans. Il se jette dans l'Ognon en aval d'Avilley en entrant dans la commune de Maussans.

## Affluents
Le ruisseau de Tallans a deux affluents référencés dans la base SANDRE :
- Ruisseau de Céleri[2].
  - Ruisseau de Monot.
  - Bief de Trouvange.
- Ru des Vaux[3].

et un plus petit créé par la source de Tallans.

Son rang de Strahler est donc de trois.

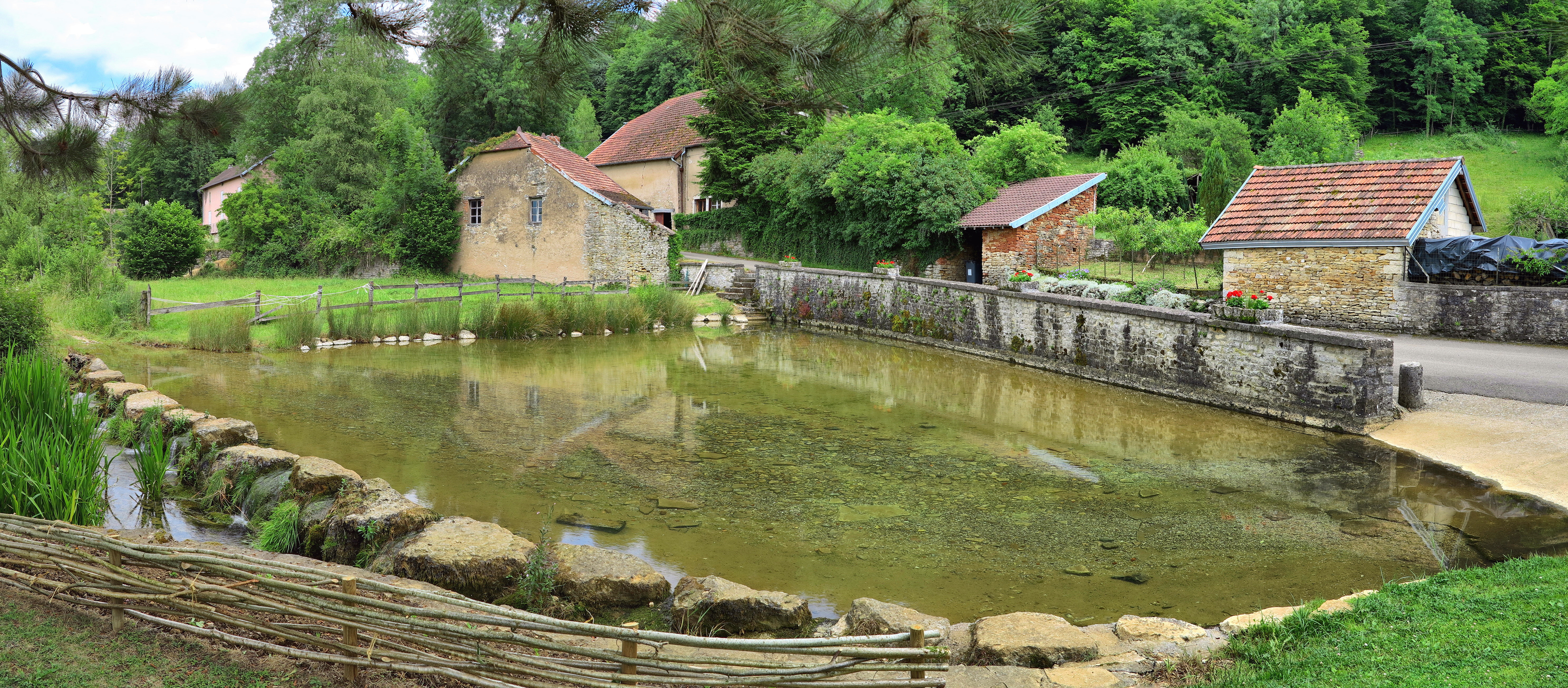
La source de Tallans.

## Communes traversées
Le ruisseau de Tallans traverse six communes situées dans le département du Doubs : Romain, Huanne-Montmartin, Puessans, Rognon, Tallans et Avilley. Il entre en Haute-Saône dans la commune de Maussans pour confluer avec l'Ognon.

## Hydrologie
Le ruisseau de Tallans présente des fluctuations saisonnières de débit assez marquées.